# Ed Cuffee
Edward Emmerson Cuffee (Norfolk, 7 juni 1902 - New York, 3 januari 1959) was een Amerikaans jazztrombonist.
Cuffee verhuisde in de jaren twintig naar New York, waar hij opnam met Clarence Williams (1927-1929) en King Oliver en speelde met Bingie Madison. Hij was actief in de McKinney's Cotton Pickers (1929-1934) en in het orkest van Fletcher Henderson (1935-1938) en werkte daarna bij Leon Abbey (vanaf 1940), Count Basie (1941), Chris Columbus (1944) en Bunk Johnson (1947). Eind jaren veertig stopte hij als professioneel muzikant.
- Bibliothèque nationale de France: cb14786107q (data)
- International Standard Name Identifier: 0000 0000 3898 1327
- Library of Congress Control Number: no93022675
- MusicBrainz: 2c7fc8d4-a6ff-4d9c-9ffd-96d4fd7c8dba
- Système universitaire de documentation: 083974288
- Virtual International Authority File: 59271329
- WorldCat: E39PBJycMkmFqrTCXvVJBVBwYP